# CPXM1
La carboxipeptidasa X1 probable es una enzima que en humanos está codificada por el gen CPXM1.
La proteína codificada por este gen es un miembro de la familia M14 de carboxipeptidasas de zinc; sin embargo, la proteína no tiene actividad carboxipeptidasa detectable. Se cree que la proteína codificada es una proteína extracelular y/o de membrana, y puede estar involucrada en interacciones célula-célula.